# Bitva u Cirencesteru
Bitva u Cirencesteru byla vybojována roku 628 nedaleko Cirencesteru v současné Anglii. V konfliktu bojovalo vojsko Mercie vedené králem Pendou a Gewisové (předchůdci Západních Sasů) vedeni svými králi Cynegilsem a Cwichelmem. Král Penda Gewisy porazil a podle benediktinského mnicha Bedy Ctihodného „po dosažení dohody“ převzal kontrolu nad údolím řeky Severn a menším královstvím Hwicce, které bylo pod vlivem Gewisů od bitvy u Derhamu v roce 577.

Anglosaská a britonská království kolem roku 600.

Zápis v Anglosaské kronice k roku 628 říká: Her Cynegils 7 Cuichelm gefuhtun wiþ Pendan æt Cirenceastre, 7 geþingodan þa. (Toho roku Cynegils a Cwichelm bojovali s Pendou v Cirencesteru a poté tam uzavřeli smlouvu.) Takže to pro Cynegilse a jeho syna Cwichelma byla porážka a trvalá ztráta Cirencesteru. Součástí této smlouvy byla také zřejmě dohoda o manželství Cynegilsova syna Cenwalha s Pendovou sestrou. Mercijská hegemonie nad regionem Cirencester v království Hwicce, kde žili Anglové stejně jako Sasové, se zdá být jedním z důvodů pro expanzi Gewisů orientovanou na jih, která od té doby probíhala. V každém případě bitva u Cirencesteru byla začátkem soupeření mezi Wessexem a Mercií, které trvalo až do 9. století.